# 马家乡 (安阳市)
马家乡，是中华人民共和国河南省安陽市安阳县下辖的一个乡镇级行政单位。

## 行政区划
马家乡下辖以下地区：
马家村、王家岗村、北齐村、科泉村、丁庄村、赵家村、新大堰村、贾家村、南堰村、池坡村、东坡村、大桥村、交口村、横岭村、郭家窑村、沙井村、赵河村、龙尾岗村、岭头村、李庄村、东硇村和硇后村。